# دن هگرتی
دن هگرتی (انگلیسی: Dan Haggerty؛ ۱۹ نوامبر ۱۹۴۱ – ۱۵ ژانویه ۲۰۱۶) هنرپیشه اهل ایالات متحده آمریکا بود. وی بین سال‌های ۱۹۵۹ تا ۲۰۱۶ میلادی فعالیت می‌کرد.
از فیلم‌ها یا برنامه‌های تلویزیونی که وی در آن نقش داشته‌است می‌توان به ایزی رایدر، استن بزرگ، و الف‌ها اشاره کرد.